# Karl Maybach

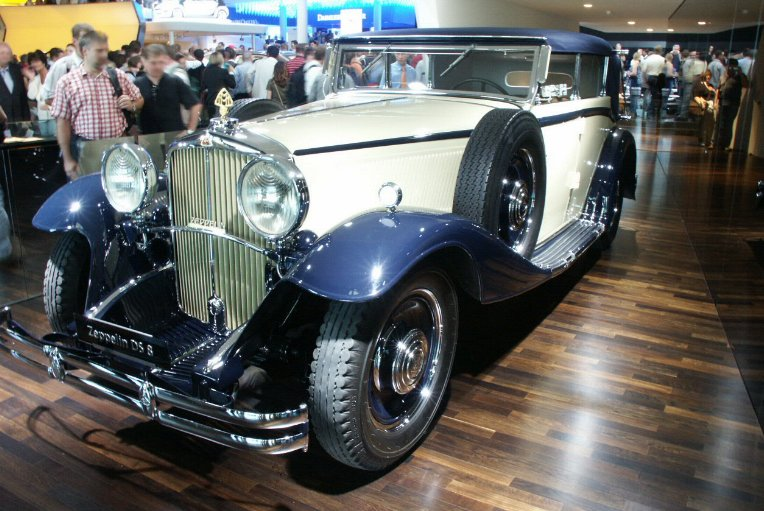
Maybach Zeppelin DS 8

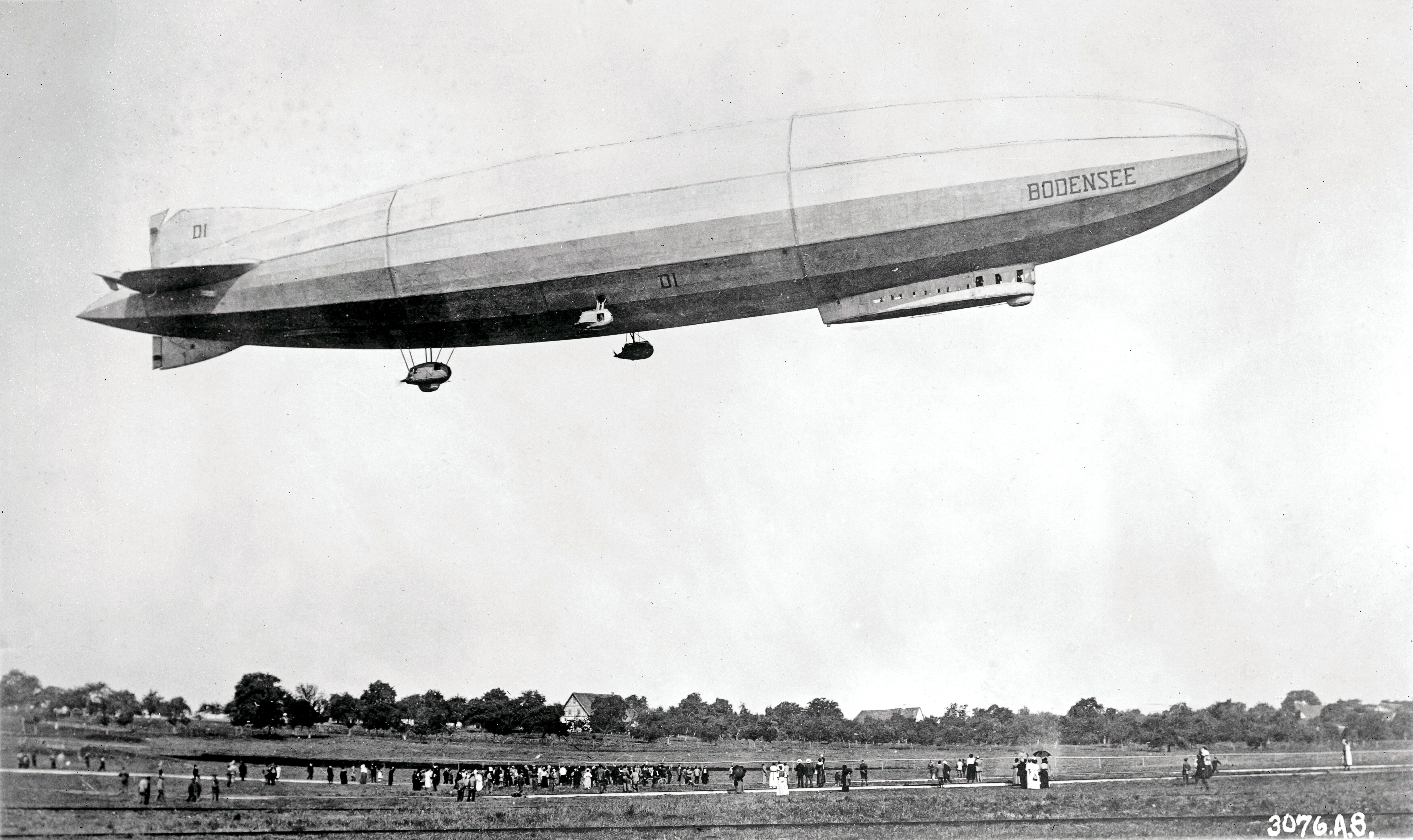
LZ 120 s motorem Maybach Mb IVa

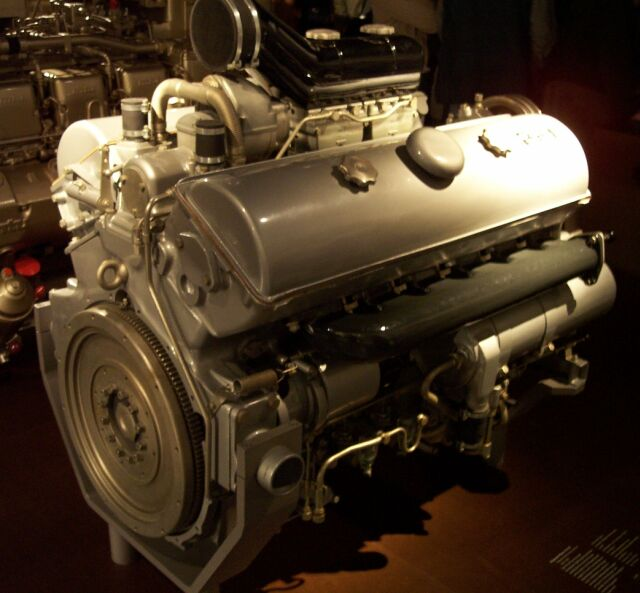
Tankový motor Maybach HL 120 pro Panzerkampfwagen IV

Karl Maybach (6. července 1879, Kolín nad Rýnem-Deutz – 6. února 1960, Friedrichshafen) byl německý konstruktér.

## Život
Karl Maybach byl nejstarším synem konstruktéra Wilhelma Maybacha. Získal diplom strojního inženýra a mezi lety 1904 a 1906 pracoval ve Stuttgartu (Bad Cannstatt) u firmy Daimler Motoren Gesellschaft. Poté se přestěhoval do Paříže, kde pracoval ve vývojové a konstrukční kanceláři.
Od roku 1909 Maybach vedl firmu Luftfahrzeug-Motorenbau GmbH, (kterou založil společně s otcem a Zeppelinem) ve městě Bietigheim-Bissingen jako technický ředitel. Společnost se v té době soustředila na výrobu motorů speciálně určených pro vzducholodě. Aby mohla firma lépe spolupracovat s hlavním odběratelem, firmou Zeppelin, přesídlila v roce 1912 Friedrichshafenu. Během první světové války se Maybach podílel na vývoji úspěšného přeplňovaného motoru Mb IVa.
Po válce se Maybach věnoval vývoji dieselových motorů a od roku 1921 také výrobě luxusních automobilů s nízkootáčkovými motory, i když to zpočátku neměl v plánu; původně chtěl jen stavět motory pro jiné výrobce. Protože by ale výroba motorů nezajistila firmě dostatečné využití výrobních kapacit, rozhodl se Maybach vyrábět celé podvozkové skupiny včetně šestiválců. Prototyp označený W1 s řadovým šestiválcem byl postaven na podvozku Daimler. Tím se Maybach zařadil mezi výrobce vozů nejvyšší cenové kategorie, které měly jak perfektní technické vlastnosti tak luxusní výbavu. Na prvním autosalonu konaném po válce v Berlíně představil typ W3 se šestiválcem o objemu 5,8 l, který dával výkon 72 kW. Vůz měl na svou dobu mnoho pokrokových prvků; Maybach například jako první německý výrobce dodával mechanické brzdy na všechna čtyři kola.
V továrně ve Friedrichshavenu se stavěly jen podvozky; karoserie dodávala řada specializovaných firem. V roce 1927 následoval typ W5, se šestiválcem o objemu sedm litrů a výkonem 120 kW. Motor poskytoval těžkému vozu a velmi dobré jízdní vlastnosti. Tímto motorem osazovaly firmy Faun a Magirus své nákladní automobily a autobusy. O rok později firma představila model W5 SG s dvoustupňovou rychloběžnou převodovkou.
Nejdokonalejším vozem značky byl automobil s vidlicovým dvanáctiválcovým motorem, který po svém zavedení v roce 1930 dostal přezdívku Zeppelin, zvýrazňující spojení firmy se slavnými vzducholoděmi. Vyráběl se ve dvou verzích DS 7 (150 koní) a DS 8 (200 koní, číslo udává objem motoru) i v provedení kabriolet s karoserií firmy Saoutchik. Vozy Zeppelin byly impozantní i svými rozměry: délka 5,5 m, šířka 1,85 m, výška 1,85 až 2,05 metru (podle karoserie). Hmotnost byla okolo tří tun. Typu DS 7 bylo vyrobeno jen 215 kusů a DS 8 pouze 25. Maybach vedle dvanáctiválců Zeppelin nabízel současně také levnější šestiválce W6 a DSH. Válka omezila a v roce 1941 zcela zastavila výrobu automobilů a tak jsou vozy Maybach dodnes sběrateli velmi ceněny; během dvaceti let bylo vyrobeno 2400 vozů.
Maybach konstruoval bezpečné, spolehlivé a moderní motory také pro lokomotivy (například dvanáctiválec pro lokomotivy řady „877“, pozdější DB VT 04.0 Fliegender Hamburger) a lodě, mimo jiné i pro ponorky. Po převzetí moci nacisty se zabýval i vývojem pohonných jednotek pro tanky a vojenskou techniku. Motory Maybach, jako například dvanáctiválcový HL 230, byly montovány do tanků Panther, Tiger I a II, i stíhačů tanků Jagdtiger.
Po druhé světové válce byl Maybach nucen pracovat pro francouzskou armádu na vývoji vznětových motorů pro tanky. Od roku 1950 se znovu zabýval dieselovými stroji pro civilní účely. Karl Maybach opustil svou firmu v roce 1952. Až do své smrti žil v Garmisch-Partenkirchenu.
Karl Maybach se v říjnu 1915 oženil s Käthe Lewerenzovou. Měli spolu pět dětí. V roce 1923 obdržel od Technische Hochschule ve Stuttgartu čestný doktorát a později i čestné občanství města Friedrichshafenu. V roce 1954, šest let před svou smrtí, obdržel Karl Maybach vyznamenání Bundesverdienstkreuz.